# ラファエル・サンタナ
ラファエル・フランシスコ・サンタナ（Rafael Francisco Santana de la Cruz , 1958年1月31日 - ）は、ドミニカ共和国・ラ・ロマーナ州ラ・ロマーナ出身の元プロ野球選手（遊撃手）。右投右打。現役引退後は主にマイナーリーグで監督・コーチを務める。

## 経歴
1976年にニューヨーク・ヤンキースと契約。メジャー昇格のないまま1981年2月16日にマイナー投手との交換トレードでセントルイス・カージナルスに移籍。
1983年にメジャー初昇格し、その年は30試合に出場し、遊撃手のほか二塁手も務める。
1984年1月17日にカージナルスを解雇され、同日ニューヨーク・メッツと契約。ホセ・オケンドーの控え遊撃手として51試合に出場。
この年のオフにオケンドーがカージナルスに移籍したため、1985年はレギュラーになり、154試合に出場した。
好守の遊撃手として活躍したが、打撃が非力で、そのため本来三塁手のハワード・ジョンソンがしばしば遊撃手として起用されたが、その際も守備力の低いジョンソンに代わって守備固めで出場することが多く、デーブ・ジョンソン監督好みのツー・プラトン・システムが機能した。
1986年は139試合に出場し、チームのワールドシリーズ制覇に貢献。ヒューストン・アストロズとのナ・リーグチャンピオンシップシリーズでは、刺殺13、補殺18、守備機会31はいずれもチャンピオンシップシリーズの遊撃手としての記録（6試合）となった。1986年までは、それまで最高でも年1本塁打、通算3本塁打だったが、翌1987年には突如5本塁打を打つ。打点もキャリア最多の44であった。
1988年には古巣ヤンキースに移籍。その年もレギュラーとして活躍したが、1989年は肘の故障のため1シーズンを棒に振り、11月7日に解雇された。
1990年1月にクリーブランド・インディアンスと契約。メッツ時代のチームメート、キース・ヘルナンデス、ジェシー・オロスコと再びチームメイトとなったが、開幕直後の4月25日に、わずか7試合の出場で解雇され、そのまま現役を引退した。
引退後は祖国ドミニカのウィンターリーグでの監督で指導者としてのキャリアをスタート。1992年からはカンザスシティ・ロイヤルズ傘下のマイナーリーグのコーチを4シーズン務め、1996年にはボストン・レッドソックスのドミニカの育成施設でコーチとなった。
1999年からシカゴ・ホワイトソックス傘下のマイナーコーチに就任。2003年から2シーズンはメジャー（ホワイトソックス）の一塁ベースコーチを務め、2005年にはマイナー監督に就任。
2006年にAA級バーミングハム・バロンズの監督を務めたが、2007年1月にバロンズを買収し、オーナーとなった。

## 詳細情報

### 年度別打撃成績
| 年 度    | 球 団    | 試 合 | 打 席 | 打 数 | 得 点 | 安 打 | 二 塁 打 | 三 塁 打 | 本 塁 打 | 塁 打 | 打 点 | 盗 塁 | 盗 塁 死 | 犠 打 | 犠 飛 | 四 球 | 敬 遠 | 死 球 | 三 振 | 併 殺 打 | 打 率 | 出 塁 率 | 長 打 率 | O P S |
| -------- | -------- | ----- | ----- | ----- | ----- | ----- | -------- | -------- | -------- | ----- | ----- | ----- | -------- | ----- | ----- | ----- | ----- | ----- | ----- | -------- | ----- | -------- | -------- | ----- |
| 1983     | STL      | 30    | 17    | 14    | 1     | 3     | 0        | 0        | 0        | 3     | 2     | 0     | 1        | 0     | 0     | 2     | 0     | 1     | 2     | 0        | .214  | .353     | .214     | .567  |
| 1984     | NYM      | 51    | 162   | 152   | 14    | 42    | 11       | 1        | 1        | 58    | 12    | 0     | 3        | 1     | 0     | 9     | 0     | 0     | 17    | 3        | .276  | .317     | .382     | .699  |
| 1985     | NYM      | 154   | 564   | 529   | 41    | 136   | 19       | 1        | 1        | 160   | 29    | 1     | 0        | 4     | 2     | 29    | 12    | 0     | 54    | 14       | .257  | .295     | .302     | .597  |
| 1986     | NYM      | 139   | 436   | 394   | 38    | 86    | 11       | 0        | 1        | 100   | 28    | 0     | 0        | 1     | 3     | 36    | 12    | 2     | 43    | 15       | .218  | .285     | .254     | .539  |
| 1987     | NYM      | 139   | 470   | 439   | 41    | 112   | 21       | 2        | 5        | 152   | 44    | 1     | 1        | 0     | 1     | 29    | 10    | 1     | 57    | 11       | .255  | .302     | .346     | .648  |
| 1988     | NYY      | 148   | 521   | 480   | 50    | 115   | 12       | 1        | 4        | 141   | 38    | 1     | 2        | 5     | 2     | 33    | 0     | 1     | 61    | 17       | .240  | .289     | .294     | .583  |
| 1990     | CLE      | 7     | 13    | 13    | 3     | 3     | 0        | 0        | 1        | 6     | 3     | 0     | 0        | 0     | 0     | 0     | 0     | 0     | 0     | 1        | .231  | .231     | .462     | .693  |
| MLB：7年 | MLB：7年 | 668   | 2183  | 2021  | 188   | 497   | 74       | 5        | 13       | 620   | 156   | 3     | 7        | 11    | 8     | 138   | 34    | 5     | 234   | 61       | .246  | .295     | .307     | .602  |

### 背番号
- '14（1983年）
- 3（1984年 - 1987年）
- 17（1988年）
- 2（1990年）